# John Thomas (général)
Pour les articles homonymes, voir Thomas et John Thomas.
John Thomas, né en 1724 à  Marshfield et mort le 2 juin 1776 près de Chambly, est un général américain, ayant participé à la guerre de Sept Ans et à la guerre d'indépendance des États-Unis.
Il participe à la troisième Guerre intercoloniale en tant que médecin dans plusieurs régiments puis devient lieutenant. Promu colonel, il commande une division sous les ordres de Jeffery Amherst lors de la prise de Montréal en 1760.
Favorable aux idées révolutionnaires, il lève une milice et est promu général de brigade en février 1775. Il joue un rôle important au siège de Boston, s'emparant de Dorchester Heights le 4 mars 1776. Cette action décisive lui vaut d'être promu major-général. Il est ensuite envoyé commander le siège de Québec. Constatant que ses troupes ne sont pas suffisantes en nombre et en qualité pour prendre la ville, il lève le siège et ordonne la retraite. Il meurt de la variole le 2 juin 1776.